# Ларссон, Юхан (хоккеист)
Юхан Оскар Торни Ларрсон (швед. Johan Oskar Torgny Larsson; 25 июля 1992, Лау, Швеция) — шведский хоккеист, нападающий. Игрок клуба НХЛ «Вашингтон Кэпиталз» и сборной Швеции по хоккею с шайбой.

## Биография
Родился 25 июля 1992 года в городе Лау на острове Готланд. Выступал за команду острова в детском турнире TV-pucken. Воспитанник системы хоккейного клуба «Брюнес», в составе этого клуба впервые вышел на лёд в высшей лиге Швеции в сезоне 2010/11. В 2010 году на драфте НХЛ был выбран «Миннесотой» во втором раунде. В следующем сезоне выступал за «Брюнес». В сезоне 2012/13 сыграл первый матч в Национальной хоккейной лиге и единственный за «Миннесоту Уайлд». Выступал в АХЛ за «Хьстон Аэрос». В конце сезона перешёл в команду «Баффало Сейбрз», сыграл несколько матчей за её фарм-клуб в АХЛ.
С 2013/14 выступает за команду «Баффало Сейбрз».
Выступал за юниорские и молодёжные сборные Швеции, в 2010 году на юниорском чемпионате мира был капитаном команды. В 2012 году дебютировал на чемпионате мира по хоккею с шайбой за основную команду. В 2018 году в составе шведской сборной впервые стал чемпионом мира по хоккею с шайбой.